# Stalinodar
Stalinodar (Сталинодар) bylo nové jméno pro Moskvu na počest J. V. Stalina, které navrhl v roce 1938 Nikolaj Ivanovič Ježov. Předložil množství dopisů (těžko říct, zda skutečných nebo fiktivních) a dokonce i básní sovětských občanů, žádajících přejmenování. Je zajímavé, že v té době skutečně nebyla v Moskvě na rozdíl od jiných sovětských měst žádná ulice nesoucí Stalinovo jméno. Sám Stalin ale změnu názvu odmítl. Lion Feuchtwanger vzpomíná, že se v jednom rozhovoru ptal Stalina na podobné projevy kultu osobnosti: Stalin je označil za iniciativy zdola, které mu osobně vadí, ale nebrání jim, aby neurazil lidi, když to myslí dobře. Pokud se to ale přehání, je nutné zasáhnout, jako v případě Stalinodaru. Při té příležitosti podotkl: „Snaživý hlupák je horší než sto nepřátel.“
Všechna města pojmenovaná po Stalinovi (Doněck, Volgograd, Dušanbe) změnila název v roce 1961.